# Joyce Sims
Joyce Sims (Rochester, 6 de agosto de 1959 - North Brunswick, 13 de octubre de 2022) fue una cantautora estadounidense. En 1988 llegó al puesto 10 en el Billboard R&B Chart de EE. UU. y al 7 en el Reino Unido con  “Come into My Life”.

## Biografía
Joyce Sims estudió piano en el conservatorio durante su infancia y juventud. En 1986 firmó con el extinto sello Sleeping Bag Records. Con su primer sencillo, "All And All" consiguió ese mismo año el puesto 69 en la lista de temas R&B y el 6 en la lista Dance, ambos en EE. UU., y el 16 en el Reino Unido. Un año más tarde publicó "Lifetime Love" obteniendo en EE. UU. el puesto 23 y en Reino Unido el 34. 
Con su tercer sencillo consiguió su éxito más grande. Fue en 1988 con "Come into My Life" (puesto 10 en las listas R&B de EE. UU.) y su Álbum debut, de nombre homónimo, alcanzó el puesto 22 en EE. UU. Todas las canciones incluidas en él fueron escritas por ella excepto "Love Makes a Woman" que fue sencillo, además de "Walk Away".
Un año después lanzó su segundo LP, "All About Love" del que extrajo los temas "Looking For A Love", "Take Caution With My Heart" y "All About Love", pero no alcanzó el éxito esperado.
Tras un periodo de tiempo sin publicar nada es en 1994 cuando se publica un remix de "Come Into My Life" que alcanzó el puesto 72 en el Reino Unido. Un año después también publicó "Who's Crying Now" que aparecía en la banda sonora de la película Species. 
En 2004 volvió a realizar una versión de su éxito "Come Into My Life" (2004 remix) y dos años después volvió a publicar un álbum, "A New Beginning" del que extrajo los sencillos "Praise His Name" y "What The World Needs Now".
En 2008 publicó, "Come into My Life: Her Greatest Hits" y un año después "Come into My Life: the Very Best of Joyce Sims", un doble-CD de sus éxitos que incluía algunos remixes.
Murió inesperadamente en su residencia de North Brunswick, Nueva Jersey la tarde del 13 de octubre de 2022, pero su muerte fue anunciada por los medios el 15 de octubre. Le sobreviven su esposo, Errol Sandiford, dos hijos y cuatro hermanos.

## Discografía

### Álbumes
- Come into My Life (1987)
- All About Love (1989)
- A New Beginning (2006)
- Come into My Life: Her Greatest Hits (2008)
- Come into My Life: the Very Best of Joyce Sims (2009)
- Love Song (2014)

### Canciones
- "All And All" (1986) UK #16; US R&B #69; #6 US Dance chart.
- "Lifetime Love" (1987) UK #34; US R&B #23
- "Come Into My Life" (1988) UK #7; US R&B #10
- "Walk Away" (1988) UK #24; US R&B #56
- "Love Makes A Woman" (1988) US R&B #29
- "Looking For A Love" (1989) UK #39
- "Take Caution With My Heart" (1989)
- "All About Love" (1990)
- "Come Into My Life" (remix) (1994) UK #72
- "Who's Crying Now" (1995)
- "Come Into My Life" (2004 remix) (2004)
- "Praise His Name" (2006)
- "What The World Needs Now" (2006)
- "Wishing You Were Here" (2009)
- "Running Back to You/Back in Love" (2012)
- "Saving All My Love" (2012)
- "Tonight - EP" (2013)
- "All I Want Is You - EP" (2014)